# Сунчалиева, Алия Абдуллаевна
Алия́ Абдулла́евна Сунчали́ева (Алия Сунчалиева; 12 августа 1926 год, Саратовская губерния — апрель 2016 год, город Ош) — ткачиха Ошского шёлкового комбината имени ВЛКСМ Министерства лёгкой промышленности Киргизской ССР. Герой Социалистического Труда (1971).

## Биография
Родилась в 1926 году в рабочей семье на территории Саратовской губернии.
В раннем детстве осиротела. Воспитывалась в детском доме в селе Гульча Алайского района. В 1940 году окончила шесть классов неполной средней школы в Оше.
В 1941 году окончила профессиональное училище, после чего трудилась на шёлковом комбинате имени ВЛКСМ в Оше.
Досрочно выполнила производственные планы Восьмой пятилетки (1966—1970). Указом Президиума Верховного Совета СССР от 5 апреля 1971 года «за выдающиеся успехи в досрочном выполнении заданий пятилетнего плана и большой творческий вклад в развитие производства тканей, трикотажа, обуви, швейных изделий и другой продукции легкой промышленности» удостоена звания Героя Социалистического Труда с вручением ордена Ленина и золотой медали «Серп и Молот».
В 1975 году вступила в КПСС. Избиралась делегатом XVI съезда Компартии Киргизии.
Проживала в городе Ош. Скончалась в апреле 2016 года.